# Uomini nello spazio
Uomini nello spazio (Parachute Jumper) è un film del 1933 diretto da Alfred E. Green ed è basato su un racconto di Rian James intitolata Some Call It Love.

## Trama
Lasciati i marines, Bill Keller e Toodles Cooper arrivano a New York per fare i piloti commerciali. Ma, nel frattempo, la società che li aveva assunti ha chiuso i battenti e i due sono costretti a unirsi alle lunghe file di disoccupati. Con i suoi ultimi pochi soldi, Bill paga la colazione a Patricia, una ragazza appena conosciuta soprannominata Alabama. Per dividere le spese, Bill, Toodles e Patricia dividono da amici lo stesso appartamento. Bill, dopo aver trovato un lavoro come paracadutista, si lancia sui binari della ferrovia rischiando di restare ucciso da un treno in arrivo e provocando la reazione di Alabama, alla quale l'uomo promette di non rischiare più inutilmente la vita. Si trova un lavoro, spendendo i soldi guadagnati per comperarsi una divisa da chauffeur, con la quale si presenta alla signora Newberry che sta cercando un autista. L'amante della signora, il contrabbandiere Kurt Weber, lo sorprende con la Newberry in una situazione imbarazzante ma, colpito dalla freddezza che Bill dimostra, gli offre un lavoro di guardia del corpo dopo aver cacciato fuori la donna.
Bill e Toodles, arrivando in volo dal Canada con un carico di alcolici, sono inseguiti dalla pattuglia di frontiera. Credendo che si tratti di dirottatori, Bill abbatte gli aerei. Salvato da Alabama, Bill viene convinto dalla ragazza a lasciare quel pericoloso mestiere. Accetta di aiutare un'ultima volta Weber per scoprire, però, di aver trasportato della droga insieme all'alcool. Dopo aver fatto scendere a terra l'aereo, fa in modo che la polizia creda che Weber l'abbia tenuto prigioniero a bordo. Chiede ad Alabama di sposarlo e poi, insieme a Toodles, ritorna nei marines.

## Produzione
Il film fu prodotto dalla Warner Bros. Pictures (con il nome The Vitaphone Corporation) con un budget stimato di 206.000 dollari. Le riprese durarono dal 21 settembre al 17 ottobre 1932.
Hollywood Reporter riportava che il regista Al Green rimpiazzò William Dieterle, a causa di ritardi nelle riprese del film. Secondo dati della produzione, le riprese durarono ventisette giorni e il film costò 206.000 dollari.

## Distribuzione
Il copyright del film, richiesto dalla Warner Bros. Pictures, Inc., fu registrato il 14 gennaio 1933 con il numero LP3557.
Distribuito dalla Warner Bros. Picture, il film uscì nelle sale cinematografiche statunitensi con il titolo originale Parachute Jumper il 28 gennaio. Era stato presentato in anteprima il 25 gennaio 1933.